# Lijst van voetbalinterlands Ierland - Spanje
Deze lijst van voetbalinterlands is een overzicht van alle officiële voetbalwedstrijden tussen de nationale teams van Ierland en Spanje. De landen speelden tot op heden 26 keer tegen elkaar. De eerste ontmoeting, een vriendschappelijke wedstrijd, werd gespeeld in Barcelona op 26 april 1931. Het laatste duel, eveneens een vriendschappelijke wedstrijd, vond plaats op 11 juni 2013 in New York (Verenigde Staten).

## Wedstrijden
| №  | Plaats    | Datum            | Competitie           | Wedstrijd                | Uitslag |
| -- | --------- | ---------------- | -------------------- | ------------------------ | ------- |
| 1  | Barcelona | 26 april 1931    | Vriendschappelijk    | Spanje – Ierse Vrijstaat | 1 – 1   |
| 2  | Dublin    | 13 december 1931 | Vriendschappelijk    | Ierse Vrijstaat – Spanje | 0 – 5   |
| 3  | Madrid    | 23 juni 1946     | Vriendschappelijk    | Spanje – Ierland         | 0 – 1   |
| 4  | Dublin    | 2 maart 1947     | Vriendschappelijk    | Ierland – Spanje         | 3 – 2   |
| 5  | Barcelona | 30 mei 1948      | Vriendschappelijk    | Spanje – Ierland         | 2 – 1   |
| 6  | Dublin    | 12 juni 1949     | Vriendschappelijk    | Ierland – Spanje         | 1 – 4   |
| 7  | Madrid    | 1 juni 1952      | Vriendschappelijk    | Spanje – Ierland         | 6 – 0   |
| 8  | Dublin    | 27 november 1955 | Vriendschappelijk    | Ierland – Spanje         | 2 – 2   |
| 9  | Sevilla   | 11 maart 1964    | EK 1964 kwalificatie | Spanje – Ierland         | 5 – 1   |
| 10 | Dublin    | 8 april 1964     | EK 1964 kwalificatie | Ierland – Spanje         | 0 – 2   |
| 11 | Dublin    | 5 mei 1965       | WK 1966 kwalificatie | Ierland – Spanje         | 1 – 0   |
| 12 | Sevilla   | 27 oktober 1965  | WK 1966 kwalificatie | Spanje – Ierland         | 4 – 1   |
| 13 | Parijs    | 10 november 1965 | WK 1966 kwalificatie | Spanje – Ierland         | 1 – 0   |
| 14 | Dublin    | 23 oktober 1966  | EK 1968 kwalificatie | Ierland – Spanje         | 0 – 0   |
| 15 | Valencia  | 7 december 1966  | EK 1968 kwalificatie | Spanje – Ierland         | 2 – 0   |
| 16 | Dublin    | 9 februari 1977  | Vriendschappelijk    | Ierland – Spanje         | 0 – 1   |
| 17 | Dublin    | 17 november 1982 | EK 1984 kwalificatie | Ierland – Spanje         | 3 – 3   |
| 18 | Zaragoza  | 27 april 1983    | EK 1984 kwalificatie | Spanje – Ierland         | 2 – 0   |
| 19 | Dublin    | 26 mei 1985      | Vriendschappelijk    | Ierland – Spanje         | 0 – 0   |
| 20 | Sevilla   | 16 november 1988 | WK 1990 kwalificatie | Spanje – Ierland         | 2 – 0   |
| 21 | Dublin    | 26 april 1989    | WK 1990 kwalificatie | Ierland – Spanje         | 1 – 0   |
| 22 | Sevilla   | 18 november 1992 | WK 1994 kwalificatie | Spanje – Ierland         | 0 – 0   |
| 23 | Dublin    | 13 oktober 1993  | WK 1994 kwalificatie | Ierland – Spanje         | 1 – 3   |
| 24 | Suwon     | 16 juni 2002     | WK 2002              | Spanje – Ierland         | 1 – 1   |
| 25 | Gdańsk    | 14 juni 2012     | EK 2012              | Spanje – Ierland         | 4 − 0   |
| 26 | New York  | 11 juni 2013     | Vriendschappelijk    | Spanje − Ierland         | 2 − 0   |

## Samenvatting
| Competitie        | Totaal gespeeld | Winst Ierland | Gelijk | Winst Spanje | Doelsaldo Ierland – Spanje |
| ----------------- | --------------- | ------------- | ------ | ------------ | -------------------------- |
| WK-eindronde      | 1               | 0             | 1      | 0            | 1 − 1                      |
| WK-kwalificatie   | 7               | 2             | 1      | 4            | 4 − 10                     |
| EK-eindronde      | 1               | 0             | 0      | 1            | 0 − 4                      |
| EK-kwalificatie   | 6               | 0             | 2      | 4            | 4 − 14                     |
| Vriendschappelijk | 11              | 2             | 3      | 6            | 9 − 25                     |
| Totaal            | 26              | 4             | 7      | 15           | 18 − 54                    |

## Details

### Negentiende ontmoeting
| Vriendschappelijk (Dublin, Ierland, 26 mei 1985): |       |        |
| Ierland                                           | 0 – 0 | Spanje |
|                                                   | goals |        |

### 22ste ontmoeting
| WK 1994 kwalificatie (Sevilla, Spanje, 18 november 1992): |       |         |
| Spanje                                                    | 0 – 0 | Ierland |
|                                                           | goals |         |

### 24ste ontmoeting
| WK 2002 (Suwon, Zuid-Korea, 16 juni 2002): |                     | |
| Ierland | 1 – 1               | Spanje |
| Robbie Keane 90' (pen.) | goals               | 8' Fernando Morientes |
| Robbie Keane Matt Holland David Connolly Kevin Kilbane Steve Finnan                                                                                  | strafschoppen 2 – 3 | Fernando Hierro Rubén Baraja Juanfran Juan Carlos Valerón Gaizka Mendieta |
| Mick McCarthy | bondscoach          | José Antonio Camacho |
| Shay Given Gary Kelly 55' Gary Breen Steve Staunton 50' Ian Harte 82' Steve Finnan Matt Holland Mark Kinsella Kevin Kilbane Damien Duff Robbie Keane | opstellingen        | Iker Casillas Juanfran Iván Helguera Fernando Hierro Carles Puyol Rubén Baraja 66' Javier de Pedro Juan Carlos Valerón Luis Enrique 80' Raúl González 72' Fernando Morientes |
| Kenny Cunningham 50' Niall Quinn 55' David Connolly 82'                                                                                              | wissels             | 66' Gaizka Mendieta 72' David Albelda 80' Albert Luque |
| | gele kaarten        | 62' Juanfran 87' Rubén Baraja 89' Fernando Hierro |
| - De Spaanse doelman Iker Casillas stopt een strafschop van Ian Harte in de 62ste minuut.                                                            |                     | |

### 25ste ontmoeting
| EK 2012 (Gdańsk, Polen, 14 juni 2012): |              | |
| Spanje | 4 – 0        | Ierland |
| Fernando Torres 4' David Silva 49' Fernando Torres 70' Cesc Fábregas 83'                                                                                            | goals        | |
| Vicente del Bosque | bondscoach   | Giovanni Trapattoni |
| Iker Casillas Jordi Alba Sergio Ramos Gerard Piqué Álvaro Arbeloa Xabi Alonso 65' Sergio Busquets Xavi Hernández Andrés Iniesta 80' Fernando Torres 74' David Silva | opstellingen | Shay Given Stephen Ward Sean St Ledger Richard Dunne John O'Shea Aiden McGeady 80' Glenn Whelan Keith Andrews 76' Damien Duff 46' Simon Cox Robbie Keane |
| Javi Martínez 65' Cesc Fábregas 74' Santi Cazorla 80' | wissels      | 46' Keiren Westwood 76' James McClean 80' Paul Green |
| Xabi Alonso 54' Javi Martínez 76' | gele kaarten | 36' Robbie Keane 45+1' Glenn Whelan 84' Sean St Ledger                                                                                                   |

### 26ste ontmoeting
| Vriendschappelijk (New York, Verenigde Staten, 11 juni 2013): |       |         |
| Spanje                                                        | 2 – 0 | Ierland |
| Roberto Soldado 68' Juan Mata 88'                             | goals |         |

FAI · A-internationals · Bondscoaches · Statistieken · Iers vrouwenelftal · Olympisch elftal · Ierland U21 · Ierland U20 · Ierland U19 · Ierland U18 · Ierland U17 · Ierland U16 · Vrouwen U17
1924 – 1929 ·
1930 – 1939 ·
1940 – 1949 ·
1950 – 1959 ·
1960 – 1969 ·
1970 – 1979 ·
1980 – 1989 ·
1990 – 1999 ·
2000 – 2009 ·
2010 – 2019 ·
2020 − 2029
EK 1988 · 
EK 2012 · 
EK 2016
WK 1990 · 
WK 1994 · 
WK 2002
1924 · 
1925 · 
1926 · 
1927 · 
1928 · 
1929 · 
1930 · 
1931 · 
1932 · 
1933 · 
1934 · 
1935 · 
1936 · 
1937 · 
1938 · 
1939 · 
1940 · 1941 · 1942 · 1943 · 1944 · 1945 · 
1946 · 
1947 · 
1948 · 
1949 · 
1950 · 
1951 · 
1952 · 
1953 · 
1954 · 
1955 · 
1956 · 
1957 · 
1958 · 
1959 · 
1960 · 
1961 · 
1962 · 
1963 · 
1964 · 
1965 · 
1966 · 
1967 · 
1968 · 
1969 · 
1970 · 
1971 · 
1972 · 
1973 · 
1974 · 
1975 · 
1976 · 
1977 · 
1978 · 
1979 · 
1980 · 
1981 · 
1982 · 
1983 · 
1984 · 
1985 · 
1986 · 
1987 · 
1988 · 
1989 · 
1990 · 
1991 · 
1992 · 
1993 · 
1994 · 
1995 · 
1996 · 
1997 · 
1998 · 
1999 · 
2000 · 
2001 · 
2002 · 
2003 · 
2004 · 
2005 · 
2006 · 
2007 · 
2008 · 
2009 · 
2010 · 
2011 · 
2012 · 
2013 · 
2014 · 
2015 ·
2016 ·
2017 ·
2018 ·
2019 ·
2020 ·
2021
Albanië ·
Algerije ·
Andorra ·
Argentinië ·
Armenië ·
Australië ·
Azerbeidzjan ·
België ·
Bolivia ·
Bosnië en Herzegovina ·
Brazilië ·
Bulgarije ·
Canada ·
Chili ·
China ·
Colombia ·
Costa Rica ·
Cyprus ·
Denemarken ·
Duitsland ·
Ecuador ·
Egypte ·
Engeland ·
Estland ·
Faeröer ·
Finland ·
Frankrijk ·
Georgië ·
Gibraltar ·
Griekenland ·
Hongarije ·
IJsland ·
Iran ·
Israël ·
Italië ·
Jamaica ·
Joegoslavië ·
Kameroen ·
Kazachstan ·
Kroatië ·
Letland ·
Liechtenstein ·
Litouwen ·
Luxemburg ·
Malta ·
Marokko ·
Mexico ·
Moldavië ·
Montenegro ·
Nederland ·
Nieuw-Zeeland ·
Nigeria ·
Noord-Ierland ·
Noord-Macedonië ·
Noorwegen ·
Oekraïne ·
Oman ·
Oostenrijk ·
Paraguay ·
Polen ·
Portugal ·
Qatar ·
Roemenië ·
Rusland ·
San Marino ·
Saoedi-Arabië ·
Schotland ·
Servië ·
Slowakije ·
Sovjet-Unie ·
Spanje ·
Trinidad en Tobago ·
Tsjechië ·
Tsjecho-Slowakije ·
Tunesië ·
Turkije ·
Uruguay ·
Verenigde Staten ·
Wales ·
Wit-Rusland ·
Zuid-Afrika ·
Zweden ·
Zwitserland
België (2016) · 
Italië (2012) · 
Kroatië (2012) · 
Spanje (2012) · 
Zweden (2016)
RFEF · A-internationals · Selecties · Bondscoaches · Spaans vrouwenelftal · Olympisch elftal · Spanje U21 · Spanje U20 · Spanje U19 · Spanje U18 · Spanje U17 · Spanje U16 · Vrouwen U17
1920 – 1929 ·
1930 – 1939 ·
1940 – 1949 ·
1950 – 1959 ·
1960 – 1969 ·
1970 – 1979 ·
1980 – 1989 ·
1990 – 1999 ·
2000 – 2009 ·
2010 – 2019 ·
2020 − 2029
EK's: 1964 · 
1980 · 
1984 · 
1988 · 
1996 · 
2000 · 
2004 · 
2008 · 
2012 · 
2016 · 
2020 · 
2024
WK's: 1934 · 
1950 · 
1962 · 
1966 · 
1978 · 
1982 · 
1986 · 
1990 · 
1994 · 
1998 · 
2002 · 
2006 · 
2010 · 
2014 · 
2018 · 
2022
OS: 1920 ·
1924 · 
1928 · 
1968 · 
1976 · 
1980 · 
1992 · 
1996 · 
2000 · 
2012 ·
2020
1920 · 
1921 · 
1922 · 
1923 · 
1924 · 
1925 · 
1926 · 
1927 · 
1928 · 
1929 · 
1930 · 
1931 · 
1932 · 
1933 · 
1934 · 
1935 · 
1936 · 
1937 · 1939 · 1940 · 
1941 · 
1942 · 
1943 · 1944 · 
1945 · 
1946 · 
1947 · 
1948 · 
1949 · 
1950 · 
1952 · 
1952 · 
1953 · 
1954 · 
1955 · 
1956 · 
1957 · 
1958 · 
1959 · 
1960 · 
1961 · 
1962 · 
1963 · 
1964 · 
1965 · 
1966 · 
1967 · 
1968 · 
1969 · 
1970 · 
1971 · 
1972 · 
1973 · 
1974 · 
1975 · 
1976 · 
1977 · 
1978 · 
1979 · 
1980 · 
1981 · 
1982 · 
1983 · 
1984 · 
1985 · 
1986 · 
1987 · 
1988 · 
1989 · 
1990 · 
1991 · 
1992 · 
1993 · 
1994 · 
1995 · 
1996 · 
1997 · 
1998 · 
1999 · 
2000 · 
2001 · 
2002 · 
2003 · 
2004 · 
2005 · 
2006 · 
2007 · 
2008 · 
2009 · 
2010 · 
2011 · 
2012 · 
2013 ·
2014 ·
2015 ·
2016 ·
2017 ·
2018 ·
2019 ·
2020 ·
2021 ·
2022
Albanië ·
Algerije ·
Andorra ·
Argentinië ·
Armenië ·
Australië ·
Azerbeidzjan ·
België ·
Bolivia ·
Bosnië en Herzegovina ·
Brazilië ·
Bulgarije ·
Canada ·
Chili ·
China ·
Colombia ·
Costa Rica ·
Cyprus ·
DDR ·
Denemarken ·
Duitsland ·
Ecuador ·
Egypte ·
El Salvador ·
Engeland ·
Estland ·
Equatoriaal-Guinea · 
Faeröer ·
Finland ·
Frankrijk ·
GOS ·
Georgië ·
Griekenland ·
Haïti ·
Honduras ·
Hongarije ·
Ierland ·
IJsland ·
Irak ·
Iran ·
Israël ·
Italië ·
Ivoorkust ·
Japan ·
Joegoslavië ·
Jordanië ·
Kosovo ·
Kroatië ·
Letland ·
Liechtenstein ·
Litouwen ·
Luxemburg ·
Malta ·
Marokko ·
Mexico ·
Nederland ·
Nieuw-Zeeland ·
Nigeria ·
Noord-Ierland ·
Noord-Macedonië ·
Noorwegen ·
Oekraïne ·
Oostenrijk ·
Panama ·
Paraguay ·
Peru ·
Polen ·
Portugal ·
Puerto Rico ·
Roemenië ·
Rusland ·
San Marino ·
Saoedi-Arabië ·
Schotland ·
Servië ·
Servië en Montenegro ·
Slovenië ·
Slowakije ·
Sovjet-Unie ·
Tahiti ·
Tsjechië ·
Tsjecho-Slowakije ·
Tunesië ·
Turkije ·
Uruguay ·
Venezuela ·
Verenigde Staten ·
Wales ·
Wit-Rusland ·
Zuid-Afrika ·
Zuid-Korea ·
Zweden ·
Zwitserland
Australië (2014) ·
Brazilië (2013) ·
Chili (2010) ·
Chili (2014) ·
Costa Rica (2022) ·
Duitsland (2008) ·
Duitsland (2022) ·
Engeland (1982) ·
Engeland (2024) ·
Frankrijk (1984) ·
Frankrijk (2006) ·
Frankrijk (2012) ·
Frankrijk (2021) ·
Griekenland (2008) ·
Honduras (2010) ·
Ierland (2012) ·
Iran (2018) ·
Italië (2008) ·
Italië (2012, 1) ·
Italië (2012, 2) ·
Italië (2016) ·
Italië (2021) ·
Japan (2022) ·
Kroatië (2012) ·
Kroatië (2021) ·
Marokko (2018) ·
Marokko (2022) ·
Nederland (2010) ·
Nederland (2014) ·
Oekraïne (2006) ·
Paraguay (2002) ·
Polen (2021) ·
Portugal (2012) ·
Portugal (2018) ·
Rusland (2008, 1) ·
Rusland (2008, 2) ·
Rusland (2018) ·
Saoedi-Arabië (2006) ·
Slovenië (2002) ·
Slowakije (2021) ·
Sovjet-Unie (1964) ·
Tsjechië (2016) ·
Tunesië (2006) ·
Turkije (2016) ·
West-Duitsland (1982) ·
Zuid-Afrika (2002) ·
Zweden (2008) ·
Zweden (2021) ·
Zwitserland (2010) ·
Zwitserland (2021)